# Güibale
Güibale è un comune (corregimiento) della Repubblica di Panama situato nel distretto di Ñürüm, comarca di Ngäbe-Buglé. Si estende su una superficie di 96,9 km² e conta una popolazione di 1.098 abitanti (censimento 2010).